# Alcoba de la Ribera
Alcoba de la Ribera es una villa española, perteneciente al municipio de Cimanes del Tejar, en la provincia de León y la comarca de Ribera del Órbigo, en la comunidad autónoma de Castilla y León.
Situado a la izquierda del río Órbigo y está situado en un promontorio cuya forma asemeja a un balcón, desde el que se puede observar una amplísima zona formada por la ribera del Órbigo y los montes de La Cepeda.
Los terrenos de Alcoba de la Ribera limitan con los de Villanueva de Carrizo al Norte, Velilla de la Reina al oeste, Celadilla del Páramo al suroeste, Sardonedo al sureste, Quiñones del Río y Huerga del Río al este y La Milla del Río al noreste.

## Demografía
Evolución de la población
| Gráfica de evolución demográfica de Alcoba de la Ribera entre 2000 y 2017 |
|                                                                           |
| Población de derecho (2000-2017) según el padrón municipal del INE        |